# Crespin Carlier
Pour les articles homonymes, voir Carlier.
Crespin Carlier (né vers 1560 à Laon, en Picardie, et mort en 1636) est un facteur d'orgue français qui a eu une grande influence sur l'évolution de l'orgue en France. Il est contemporain et collègue de Matthieu Langhedul, un autre facteur d'orgue célèbre qui introduisit les styles flamand et wallon en France.

## Biographie
Crespin Carlier naît à Laon, en Picardie (région du Nord de la France), vers 1560. La famille Carlier est dans la facture d'orgues depuis le XVIe siècle. Il se fixe à Lille de 1590 à 1600, déménageant ensuite à Rouen. Il est connu pour ses instruments construits à Courtrai en 1585, à Gand entre 1597 et 1611, pour l'église Saint-Jean-Baptiste de Namur en 1598 et pour celle d'Hesdin entre 1599 et 1600.
En 1600, Crespin Carlier fut appelé par Jean Titelouze, compositeur et organiste de la cathédrale de Rouen, pour en restaurer l'orgue ; par la suite, Titelouze eut souvent recours à ses services. L'orgue qu'il y construisit fut qualifié de « plus bel orgue de l'époque ». En 1601, on le retrouve à Anvers. Il travailla dans divers lieux des Flandres, dont Dunkerque, Saint Omer, Gand et Namur. Sa réputation grandissant, il fut appelé à travailler à l'Abbaye de Saint-Denis en 1603, la cathédrale de Poitiers en 1610 et à la cathédrale de Chartres en 1614.
En 1614, Jehan Lebas de Rouen est payé 360 livres pour construire le buffet en chêne de l’orgue de l’église Saint André de Rouen, tandis que Crespin Carlier fut payé 800 livres pour fournir la partie instrumentale. En 1618, il entreprend des travaux à Bruges. Le 24 octobre 1618, il signa un contrat avec la paroisse de Gisors pour relever le grand orgue de Notre-Dame de l'Assomption, achevé en 1580 par Nicolas Barbier. Le chantier comprenait le repassage des jeux existants, l'ajout de trois nouveaux jeux et l'ajout au buffet ancien d'un positif de dos. L'ouvrage fut achevé en 1620. Les archives de la ville de Laon conservent un paiement à Philippe Ducastel, daté du 19 janvier 1623, pour la construction d'un buffet dont l'orgue fut fourni par Carlier à l'église des Cordeliers de Laon.
En 1630, il reconstruisit la façade de l'orgue de l'abbatiale Saint-Ouen de Rouen, selon les plans dressés par Titelouze. C'était un grand huit pieds en montre, avec deux claviers manuels de 48 touches et une pédale indépendante de 28 marches. Les années passant, l'orgue subit des transformations et des extensions importantes menant à sa reconstruction complète par Aristide Cavaillé-Coll en 1888-1890. De l'orgue d'origine, il ne subsiste qu'une partie du buffet et environ 40 % de la tuyauterie. Il construit ensuite l'orgue de l'église Saint-Nicaise de Rouen.
Carlier revint à Laon en 1631. Il travailla aussi entre 1632 et 1636 sur l'orgue, désormais disparu, de l'église Saint-Nicolas-des-Champs de Paris.

## Influences
Carlier introduisit en France de nombreuses inventions fondamentales de la facture nordique. Sa facture montre de fortes similarités avec celle de la famille Langhedul. Il pourrait avoir profité d'un travail commun avec Jan Langhedul à Rouen. Depuis au moins 1631, Carlier collabora, à l'orgue de Saint-Jacques-la-Boucherie à Paris, avec Matthijs Langhedul, lequel y introduisit d'importantes innovations. L'organier Wangnon, de Liége, fut l'un de ses disciples. Pierre Thierry (1604–1665), qui rénova l'orgue des Couperin à Saint-Gervais (Paris), fut un autre de ses élèves. Thierry travailla avec Carlier à Saint Nicolas des Champs entre 1634 et 1635.
Carlier eut comme disciples d'autres facteurs d'orgue célèbres tels son gendre Valéran de Héman et Étienne Enocq. Il peut être considéré comme le fondateur de l'école française de facture d'orgue baroque.

## L’œuvre
- 1600 : Cathédrale de Rouen (restauration)
- 1603 : Saint-Michel, Rouen (réparation)
- 1603 : Saint-Jean, Rouen  (réparation)
- 1603 :  deuxième orgue de la basilique Saint-Denis (construction)[5]
- 1606 : Saint-Antoine, Paris (construction)
- 1607 : Couvents des Jacobins, Poitiers  (construction)
- 1610-1613 : Cathédrale de Poitiers  (construction)
- 1611 : Cathédrale de Tours (agrandissement)
- 1614 : Saint-André, Rouen (construction)
- 1614 : Cathédrale de Chartres (réparation)
- 1620 : N.D de l'Assomption, Gisors (agrandissement)
- 1623 : Cathédrale de Laon (construction)
- Saint Gervais, Paris (construction)
- Saint Protais, Gisors (reconstruction d'un orgue de Barbier / détruit pendant la Seconde Guerre mondiale)
- 1629 : Saint Ouen, Rouen (construction collaboration avec Guillaume Lessellier – l'orgue est depuis 1792 en l'Église Saint-Michel de Bolbec)
- 1631 : Saint Jacques la Boucherie, Paris (construction en collaboration avec Matthijs Langhedul)
- 1634 : Église Saint-Nicaise de Rouen  (construction)

## Sources

### Articles
- (en) Jean-Renaud Ansart et Christopher Hainsworth, Carlier, Crespin (Crépin) (D. 1636) in : Douglas Earl Bush et Richard Kassel, « The Organ: An Encyclopedia », New York, Routledge, coll. « Encyclopedia of keyboard instruments », 2006, 679 p. (ISBN 978-0-415-94174-7, OCLC 58451784, BNF 40172854, lire en ligne)
- Malou Haine et Nicolas Meeùs, Dictionnaire des facteurs d'instruments de musique en Wallonie et à Bruxelles du IXe siècle à nos jours, Liège, Pierre Mardaga, 1986, 765 p. (ISBN 978-2-87009-250-7, OCLC 15157333, BNF 35775965, lire en ligne), p. 73
- Marc Vignal, Dictionnaire de la musique : Pierre Thierry (article), Paris, Larousse, 2005, 1516 p. (ISBN 2-03-505545-8, OCLC 896013420, lire en ligne), p. 991

### Sources anciennes
- Ph. de Chennevières (Dir.), Société de l'histoire de l'art français (1895) : recueil de documents inédits relatifs à l'histoire des arts en France, Paris, F. de Nobele, coll. « Archives de l'art français », charavay, 399 p. (ISSN 0994-8082, lire en ligne), p. 83
- [Collectif], « Précis analytique des travaux de l'Académie des sciences », Académie des sciences, belles-lettres et arts de Rouen (Imp. P. Periaux), Rouen,‎ 1859-1860, p. 342-343 (ISSN 1154-7707, OCLC 763921426, lire en ligne)